# Ankanahalli, Krishnarajpet
Ankanahalli là một làng thuộc tehsil Krishnarajpet, huyện Mandya, bang Karnataka, Ấn Độ.